# Llista de llocs d'importància comunitària del País Valencià
Aquesta és una llista dels llocs d'importància comunitària del País Valencià, tal com estan catalogats al programa europeu Natura 2000. Els llocs han estat escollits basant-se en estudis científics derivats de la directiva 92/43/CEE de la Unió Europea.
| Nom                                              | Codi?     | Fitxes?        | Província           | Coordenades                                          | Superfície (ha)           | Categoria a Commons                                                          | Imatge                                                                     |
| ------------------------------------------------ | --------- | -------------- | ------------------- | ---------------------------------------------------- | ------------------------- | ---------------------------------------------------------------------------- | -------------------------------------------------------------------------- |
| L'Albufera                                       | ES0000023 | Natura2000 EEA | València            | 39° 18′ 19″ N, 0° 18′ 47″ O / 39.3053°N,0.3131°O     | 27 538,0 (24,43% marítim) | Parc Natural de l'Albufera                                                   | L'Albufera · Carregueu una nova foto                                       |
| El Fondo d'Elx-Crevillent                        | ES0000058 | Natura2000 EEA | Alacant             | 38° 11′ 14″ N, 0° 44′ 58″ O / 38.1872°N,0.7494°O     | 2374,65                   | Natural Park of El Fondo                                                     | El Fondo d'Elx-Crevillent · Carregueu una nova foto                        |
| Llacunes de la Mata i Torrevieja                 | ES0000059 | Natura2000 EEA | Alacant             | 38° 00′ 37″ N, 0° 42′ 09″ O / 38.0103°N,0.7025°O     | 3709,2                    | Parque Natural de las Lagunas de La Mata y Torrevieja                        | Llacunes de la Mata i Torrevieja · Carregueu una nova foto                 |
| Prat de Cabanes i Torreblanca                    | ES0000060 | Natura2000 EEA | Castelló            | 40° 10′ 11″ N, 0° 10′ 57″ E / 40.1697°N,0.1825°E     | 1939,98 (56,3% marítim)   | Prat de Cabanes-Torreblanca                                                  | Prat de Cabanes i Torreblanca · Carregueu una nova foto                    |
| Illes Columbretes                                | ES0000061 | Natura2000 EEA | Castelló            | 39° 53′ 42″ N, 0° 41′ 01″ E / 39.895°N,0.6837°E      | 19,4076                   | Columbretes Islands                                                          | Illes Columbretes · Carregueu una nova foto                                |
| Salinas de Santa Pola                            | ES0000120 | Natura2000 EEA | Alacant             | 38° 11′ 03″ N, 0° 37′ 14″ O / 38.1842°N,0.6206°O     | 2503,93                   | Parque Natural de las Salinas de Santa Pola                                  | Salinas de Santa Pola · Carregueu una nova foto                            |
| Clot de Galvany                                  | ES0000462 | Natura2000 EEA | Alacant             | 38° 14′ 42″ N, 0° 32′ 02″ O / 38.2451°N,0.534°O      | 268,09                    | Clot de Galvany                                                              | Clot de Galvany · Carregueu una nova foto                                  |
| Marjal de Pego-Oliva                             | ES0000147 | Natura2000 EEA | Alacant i València  | 38° 52′ 25″ N, 0° 03′ 43″ O / 38.8736°N,0.0619°O     | 1255,0                    | Parque Natural del Marjal de Pego-Oliva                                      | Marjal de Pego-Oliva · Carregueu una nova foto                             |
| Marjal dels Moros                                | ES0000148 | Natura2000 EEA | València            | 39° 37′ 33″ N, 0° 15′ 22″ O / 39.6258°N,0.2561°O     | 620,0                     | Marjal dels Moros                                                            | Marjal dels Moros · Carregueu una nova foto                                |
| Desembocadura del riu Millars                    | ES0000211 | Natura2000 EEA | Castelló            | 39° 55′ 47″ N, 0° 03′ 08″ O / 39.9297°N,0.0522°O     | 345,85                    | Les Goles del Millars                                                        | Les Goles del Millars · Carregueu una nova foto                            |
| Serres de Mariola i el Carrascar de la Font Roja | ES0000213 | Natura2000 EEA | Alacant i València  | 38° 42′ 35″ N, 0° 32′ 56″ O / 38.7097°N,0.5489°O     | 19 946,0                  | Serra Mariola Natural Park of Carrascal de la Font Roja                      | Serres de Mariola i el Carrascar de la Font Roja · Carregueu una nova foto |
| Montgó                                           | ES5211007 | Natura2000 EEA | Alacant             | 38° 48′ 42″ N, 0° 07′ 59″ E / 38.811667°N,0.133056°E | 3009,32 (27,51% marítim)  | Montgó                                                                       | Montgó · Carregueu una nova foto                                           |
| Ifac                                             | ES5211009 | Natura2000 EEA | Alacant             | 38° 38′ 05″ N, 0° 04′ 35″ E / 38.6348°N,0.0764°E     | 83,2054                   | Penyal d'Ifac                                                                | Ifac · Carregueu una nova foto                                             |
| Riu Gorgos                                       | ES5212004 | Natura2000 EEA | Alacant             | 38° 45′ 21″ N, 0° 03′ 44″ O / 38.755833°N,0.062222°O | 777,36                    | Riu Gorgos (site of community importance)                                    | Riu Gorgos · Carregueu una nova foto                                       |
| Laguna de Salinas                                | ES5212006 | Natura2000 EEA | Alacant             | 38° 30′ 18″ N, 0° 53′ 26″ O / 38.505°N,0.890556°O    | 282,3                     | Laguna de Salinas (Alicante)                                                 | Laguna de Salinas · Carregueu una nova foto                                |
| Salero i Cabecicos de Villena                    | ES5212007 | Natura2000 EEA | Alacant             | 38° 38′ 09″ N, 0° 54′ 56″ O / 38.635833°N,0.915556°O | 717,76                    | Villena                                                                      | Cabecicos de Villena · Carregueu una nova foto                             |
| Maigmó i Serres de la Foia de Castalla           | ES5212008 | Natura2000 EEA | Alacant             | 38° 33′ 24″ N, 0° 43′ 16″ O / 38.556667°N,0.721111°O | 13 823,01                 | Maigmó                                                                       | Maigmó i Serres de la Foia de Castalla · Carregueu una nova foto           |
| Algepsars de Finestrat                           | ES5212009 | Natura2000 EEA | Alacant             | 38° 34′ 06″ N, 0° 13′ 32″ O / 38.5683°N,0.2256°O     | 102,65                    |                                                                              | Carregueu una nova foto                                                    |
| Arenal de Petrer                                 | ES5212010 | Natura2000 EEA | Alacant             | 38° 30′ 43″ N, 0° 46′ 42″ O / 38.511944°N,0.778333°O | 1,02                      |                                                                              | Carregueu una nova foto                                                    |
| Rambla de las Estacas                            | ES5212011 | Natura2000 EEA | Alacant             | 37° 55′ 51″ N, 0° 43′ 34″ O / 37.930833°N,0.726111°O | 0,2                       |                                                                              | Carregueu una nova foto                                                    |
| Sierra de Escalona y Dehesa de Campoamor         | ES5212012 | Natura2000 EEA | Alacant             | 37° 56′ 07″ N, 0° 49′ 57″ O / 37.935278°N,0.8325°O   | 4712,02                   | Sierra Escalona                                                              | Serra d'Escalona · Carregueu una nova foto                                 |
| Penya-segats de la Marina                        | ES5213018 | Natura2000 EEA | Alacant             | 38° 43′ 51″ N, 0° 10′ 56″ E / 38.7308°N,0.1822°E     | 943,0804                  | Penya-segats de la Marina (site of community importance)                     | Penya-segats de la Marina · Carregueu una nova foto                        |
| Aitana, Serrella i Puigcampana                   | ES5213019 | Natura2000 EEA | Alacant             | 38° 39′ 10″ N, 0° 13′ 10″ O / 38.652778°N,0.219444°O | 17 605,85                 | Aitana Serrella Puig Campana                                                 | Aitana, Serrella i Puigcampana · Carregueu una nova foto                   |
| Serres del Ferrer i Bèrnia                       | ES5213020 | Natura2000 EEA | Alacant             | 38° 40′ 41″ N, 0° 03′ 25″ O / 38.678056°N,0.056944°O | 3449,6                    | Serra de Bèrnia Serra del Ferrer                                             | Serres del Ferrer i Bèrnia · Carregueu una nova foto                       |
| Serra Gelada i Litoral de la Marina Baixa        | ES5213021 | Natura2000 EEA | Alacant             | 38° 32′ 06″ N, 0° 05′ 24″ O / 38.535°N,0.09°O        | 5552,87 (92,17% marítim)  | Serra Gelada                                                                 | Serra Gelada i Litoral de la Marina Baixa · Carregueu una nova foto        |
| Serra de Crevillent                              | ES5213022 | Natura2000 EEA | Alacant             | 38° 15′ 57″ N, 0° 52′ 45″ O / 38.265833°N,0.879167°O | 5083,46                   | Serra de Crevillent                                                          | Serra de Crevillent · Carregueu una nova foto                              |
| Sierra de Callosa de Segura                      | ES5213023 | Natura2000 EEA | Alacant             | 38° 07′ 40″ N, 0° 54′ 14″ O / 38.1278°N,0.9039°O     | 663,533                   | Sierra de Callosa                                                            | Sierra de Callosa de Segura · Carregueu una nova foto                      |
| Tabarca                                          | ES5213024 | Natura2000 EEA | Alacant             | 38° 09′ 53″ N, 0° 28′ 29″ O / 38.1648°N,0.4747°O     | 43,484                    | Tabarca                                                                      | Tabarca · Carregueu una nova foto                                          |
| Dunes de Guardamar                               | ES5213025 | Natura2000 EEA | Alacant             | 38° 05′ 52″ N, 0° 38′ 52″ O / 38.097778°N,0.647778°O | 726,24                    | Dunes of Guardamar                                                           | Dunes de Guardamar · Carregueu una nova foto                               |
| Sierra de Orihuela                               | ES5213026 | Natura2000 EEA | Alacant             | 38° 05′ 50″ N, 0° 58′ 51″ O / 38.097222°N,0.980833°O | 1677,31                   | Sierra de Orihuela                                                           | Sierra de Orihuela · Carregueu una nova foto                               |
| Cap de les Hortes                                | ES5213032 | Natura2000 EEA | Alacant             | 38° 21′ 12″ N, 0° 25′ 14″ O / 38.3534°N,0.4206°O     | 1,0008                    | Cap de l'Horta                                                               | Cap de les Hortes · Carregueu una nova foto                                |
| Cabo Roig                                        | ES5213033 | Natura2000 EEA | Alacant             | 37° 54′ 37″ N, 0° 44′ 09″ O / 37.9104°N,0.7359°O     | 7,1531                    | Orihuela Beaches of the province of Alicante                                 | Cap Roig · Carregueu una nova foto                                         |
| Sierra de Salinas                                | ES5213039 | Natura2000 EEA | Alacant             | 38° 30′ 51″ N, 0° 57′ 32″ O / 38.514167°N,0.958889°O | 7734,78                   | Sierra de Salinas                                                            | Sierra de Salinas · Carregueu una nova foto                                |
| Valls de la Marina                               | ES5213042 | Natura2000 EEA | Alacant             | 38° 48′ 02″ N, 0° 11′ 19″ O / 38.800556°N,0.188611°O | 16 061,26                 |                                                                              | Valls de la Marina · Carregueu una nova foto                               |
| Els Alforins                                     | ES5213054 | Natura2000 EEA | Alacant i València  | 38° 47′ 50″ N, 0° 48′ 00″ O / 38.797222°N,0.8°O      | 10 115,65                 | Valle de los Alhorines                                                       | Els Alforins · Carregueu una nova foto                                     |
| Cueva del Perro-Cox                              | ES5214001 | Natura2000 EEA | Alacant             | 38° 08′ 19″ N, 0° 53′ 55″ O / 38.1387°N,0.8986°O     | 1,0                       | Caves of the Land of Valencia                                                | Carregueu una nova foto                                                    |
| Tunel de Canals                                  | ES5214002 | Natura2000 EEA | Alacant i València  | 38° 55′ 42″ N, 0° 34′ 37″ O / 38.9283°N,0.577°O      | 1,0                       |                                                                              | Carregueu una nova foto                                                    |
| Cova dels Mosseguellos-Vallada                   | ES5214003 | Natura2000 EEA | Alacant i València  | 38° 54′ 14″ N, 0° 44′ 14″ O / 38.9039°N,0.7372°O     | 1,0                       | Caves of the Land of Valencia                                                | Carregueu una nova foto                                                    |
| Cova Juliana                                     | ES5214004 | Natura2000 EEA | Alacant             | 38° 40′ 39″ N, 0° 27′ 52″ O / 38.6774°N,0.4644°O     | 1,0                       | Caves of the Land of Valencia                                                | Carregueu una nova foto                                                    |
| Desert de Les Palmes                             | ES5221002 | Natura2000 EEA | Castelló            | 40° 04′ 33″ N, 0° 02′ 35″ E / 40.0758°N,0.0431°E     | 3070,77                   | Desert de les Palmes                                                         | Desert de Les Palmes · Carregueu una nova foto                             |
| Serra d'Espadà                                   | ES5222001 | Natura2000 EEA | Castelló            | 39° 55′ 47″ N, 0° 23′ 05″ O / 39.9297°N,0.3847°O     | 31 023,51                 | Parque Natural de la Sierra de Espadán                                       | Serra d'Espadà · Carregueu una nova foto                                   |
| Marjal de Peníscola                              | ES5222002 | Natura2000 EEA | Castelló            | 40° 22′ 17″ N, 0° 24′ 08″ E / 40.3714°N,0.4022°E     | 105,0                     | Marjal de Peníscola                                                          | Marjal de Peníscola · Carregueu una nova foto                              |
| Curs alt del riu Millars                         | ES5222004 | Natura2000 EEA | Castelló            | 40° 03′ 59″ N, 0° 35′ 12″ O / 40.066389°N,0.586667°O | 10 015,14                 | Curs alt del riu Millars (site of community importance)                      | Curs alt del riu Millars · Carregueu una nova foto                         |
| Marjal de Nules                                  | ES5222005 | Natura2000 EEA | Castelló            | 39° 50′ 09″ N, 0° 06′ 32″ O / 39.835833°N,0.108889°O | 644,39                    | Marjal de Nules                                                              | L'Estany de Nules · Carregueu una nova foto                                |
| Platja de Moncofa                                | ES5222006 | Natura2000 EEA | Castelló            | 39° 46′ 38″ N, 0° 08′ 52″ O / 39.777222°N,0.147778°O | 1,0                       |                                                                              | Carregueu una nova foto                                                    |
| L'Alt Maestrat                                   | ES5223002 | Natura2000 EEA | Castelló            | 40° 25′ 19″ N, 0° 09′ 54″ O / 40.421944°N,0.165°O    | 43 612,7                  | Alt Maestrat                                                                 | Carregueu una nova foto                                                    |
| Penyagolosa                                      | ES5223004 | Natura2000 EEA | Castelló            | 40° 14′ 23″ N, 0° 23′ 24″ O / 40.2397°N,0.39°O       | 31 921,4                  | Penyagolosa                                                                  | Penyagolosa · Carregueu una nova foto                                      |
| Alt Palància                                     | ES5223005 | Natura2000 EEA | Castelló i València | 39° 55′ 51″ N, 0° 43′ 15″ O / 39.930833°N,0.720833°O | 26 267,23                 | Alto Palancia                                                                | Carregueu una nova foto                                                    |
| Marjal d'Almenara                                | ES5223007 | Natura2000 EEA | Castelló i València | 39° 44′ 20″ N, 0° 11′ 48″ O / 39.738889°N,0.196667°O | 1496,98                   | Marjal i estanys d'Almenara                                                  | Marjal d'Almenara · Carregueu una nova foto                                |
| Riu Bergantes                                    | ES5223029 | Natura2000 EEA | Castelló            | 40° 42′ 11″ N, 0° 10′ 33″ O / 40.703056°N,0.175833°O | 4454,0                    | Riu Bergantes (site of community importance)                                 | Riu Bergantes · Carregueu una nova foto                                    |
| Serra d'Irta                                     | ES5223036 | Natura2000 EEA | Castelló            | 40° 19′ 31″ N, 0° 19′ 21″ E / 40.325278°N,0.3225°E   | 9797,52 (20,98% marítim)  | Serra d'Irta                                                                 | Serra d'Irta · Carregueu una nova foto                                     |
| Costa d'Orpesa i Benicàssim                      | ES5223037 | Natura2000 EEA | Castelló            | 40° 03′ 26″ N, 0° 06′ 12″ E / 40.0573°N,0.1032°E     | 8,2173                    | Costa d'Orpesa i Benicàssim (site of community importance)                   | Costa d'Orpesa i Benicàssim · Carregueu una nova foto                      |
| Forat d'en Ferràs-Orpesa                         | ES5223053 | Natura2000 EEA | Castelló            | 40° 05′ 15″ N, 0° 06′ 15″ E / 40.0876°N,0.1041°E     | 1,0                       | Caves of the Land of Valencia                                                | Carregueu una nova foto                                                    |
| Serra d'en Galceràn                              | ES5223055 | Natura2000 EEA | Castelló            | 40° 18′ 07″ N, 0° 00′ 00″ E / 40.3019°N,0.0001°E     | 11 319,97                 | La Serra d'en Galceran                                                       | La Serra d'en Galceran · Carregueu una nova foto                           |
| Cova Obscura-Atzeneta del Maestrat               | ES5224001 | Natura2000 EEA | Castelló            | 40° 11′ 59″ N, 0° 12′ 55″ O / 40.1997°N,0.2152°O     | 1,0                       | Caves of the Land of Valencia                                                | Carregueu una nova foto                                                    |
| Serra Calderona                                  | ES5232002 | Natura2000 EEA | Castelló i València | 39° 44′ 14″ N, 0° 26′ 28″ O / 39.7372°N,0.4411°O     | 17 781,51                 | Serra Calderona                                                              | Serra Calderona · Carregueu una nova foto                                  |
| Curs mitjà del riu Palància                      | ES5232003 | Natura2000 EEA | Castelló i València | 39° 51′ 11″ N, 0° 28′ 18″ O / 39.853056°N,0.471667°O | 3664,16                   | Curs mitjà del riu Palància (site of community importance)                   | Curs mitjà del riu Palància · Carregueu una nova foto                      |
| Rius del Racó d'Ademús                           | ES5232004 | Natura2000 EEA | València            | 40° 04′ 32″ N, 1° 16′ 01″ O / 40.075556°N,1.266944°O | 1410,29                   |                                                                              | Rius del Racó d'Ademús · Carregueu una nova foto                           |
| Lavajos de Sinarcas                              | ES5232005 | Natura2000 EEA | València            | 39° 45′ 29″ N, 1° 14′ 19″ O / 39.758056°N,1.238611°O | 24,79                     |                                                                              | Carregueu una nova foto                                                    |
| Alto Túria                                       | ES5232006 | Natura2000 EEA | València            | 39° 48′ 28″ N, 1° 08′ 42″ O / 39.8078°N,1.145°O      | 14 449,34                 | Alto Túria (site of community importance) Embalse de Benagéber               | Alto Túria · Carregueu una nova foto                                       |
| Riu Xúquer                                       | ES5232007 | Natura2000 EEA | València            | 39° 07′ 04″ N, 0° 38′ 34″ O / 39.117778°N,0.642778°O | 370,53                    | Riu Xúquer (site of community importance)                                    | Riu Xúquer · Carregueu una nova foto                                       |
| Curs mitjà del riu Albaida                       | ES5232008 | Natura2000 EEA | València            | 38° 55′ 44″ N, 0° 27′ 59″ O / 38.928889°N,0.466389°O | 863,94                    |                                                                              | Embassament de Bellús · Carregueu una nova foto                            |
| Serra del Castell de Xàtiva                      | ES5232009 | Natura2000 EEA | València            | 38° 59′ 07″ N, 0° 31′ 09″ O / 38.9853°N,0.5192°O     | 3,29                      | Castell de Xàtiva                                                            | Serra del Castell de Xàtiva · Carregueu una nova foto                      |
| Cap de Cullera                                   | ES5232010 | Natura2000 EEA | València            | 39° 11′ 17″ N, 0° 12′ 59″ O / 39.188056°N,0.216389°O | 0,21                      | Cullera                                                                      | Cap de Cullera · Carregueu una nova foto                                   |
| Tinença de Benifassà, Turmell i Vallivana        | ES5233001 | Natura2000 EEA | Castelló            | 40° 37′ 19″ N, 0° 06′ 18″ E / 40.6219°N,0.105°E      | 49 597,86                 | Parc Natural de la Tinença de Benifassà Serra del Turmell Serra de Vallivana | Tinença de Benifassà · Carregueu una nova foto                             |
| Pobla de Sant Miquel                             | ES5233006 | Natura2000 EEA | València            | 40° 03′ 32″ N, 1° 09′ 54″ O / 40.058889°N,1.165°O    | 8853,13                   | Parc Natural de la Pobla de Sant Miquel                                      | Puebla de San Miguel · Carregueu una nova foto                             |
| Sabinar de Alpuente                              | ES5233008 | Natura2000 EEA | València            | 39° 56′ 05″ N, 0° 56′ 14″ O / 39.9347°N,0.9372°O     | 9195,97                   |                                                                              | Carregueu una nova foto                                                    |
| Sierra del Negrete                               | ES5233009 | Natura2000 EEA | València            | 39° 35′ 50″ N, 1° 01′ 39″ O / 39.5972°N,1.0275°O     | 21 934,19                 |                                                                              | Sierra del Negrete · Carregueu una nova foto                               |
| Gorges del Cabriol                               | ES5233010 | Natura2000 EEA | València            | 39° 25′ 02″ N, 1° 28′ 02″ O / 39.4172°N,1.4672°O     | 13 224,18                 | Hoces del Cabriel Natural Park                                               | Gorges del Cabriol · Carregueu una nova foto                               |
| Sierras de Martés i el Ave                       | ES5233011 | Natura2000 EEA | València            | 39° 18′ 09″ N, 0° 51′ 19″ O / 39.3025°N,0.8553°O     | 35 242,05                 |                                                                              | Sierras de Martés y el Ave · Carregueu una nova foto                       |
| Valle de Ayora i Sierra del Boquerón             | ES5233012 | Natura2000 EEA | València            | 39° 11′ 03″ N, 1° 07′ 20″ O / 39.1842°N,1.1222°O     | 16 825,15                 | Valle de Ayora y Sierra del Boquerón (site of community importance)          | Valle de Ayora y Sierra del Boquerón · Carregueu una nova foto             |
| Serra de Corbera                                 | ES5233013 | Natura2000 EEA | València            | 39° 06′ 41″ N, 0° 19′ 35″ O / 39.111389°N,0.326389°O | 4819,84                   | Serra de Corbera                                                             | Serra de Corbera · Carregueu una nova foto                                 |
| Serres del Montdúver i Marxuquera                | ES5233015 | Natura2000 EEA | València            | 39° 00′ 05″ N, 0° 18′ 23″ O / 39.001389°N,0.306389°O | 7582,0                    | Mondúver Marxuquera                                                          | Serres del Montdúver i Marxuquera · Carregueu una nova foto                |
| Marjal de la Safor                               | ES5233030 | Natura2000 EEA | València            | 39° 02′ 01″ N, 0° 11′ 54″ O / 39.0336°N,0.1983°O     | 1244,86                   |                                                                              | Marjal de la Safor · Carregueu una nova foto                               |
| Sierra del Mugrón                                | ES5233034 | Natura2000 EEA | València            | 38° 56′ 54″ N, 1° 07′ 39″ O / 38.948333°N,1.1275°O   | 1749,0                    | Serra del Mugrón                                                             | Sierra del Mugrón · Carregueu una nova foto                                |
| Arroyo Cerezo                                    | ES5233035 | Natura2000 EEA | València            | 40° 04′ 33″ N, 1° 22′ 52″ O / 40.075833°N,1.381111°O | 5402,66                   |                                                                              | Carregueu una nova foto                                                    |
| Dunes de la Safor                                | ES5233038 | Natura2000 EEA | València            | 38° 58′ 14″ N, 0° 08′ 12″ O / 38.970556°N,0.136667°O | 68,64                     |                                                                              | Carregueu una nova foto                                                    |
| Muela de Cortes i el Caroche                     | ES5233040 | Natura2000 EEA | València            | 39° 03′ 50″ N, 0° 52′ 41″ O / 39.0639°N,0.8781°O     | 61 519,48                 |                                                                              | Muela de Cortes y el Caroche · Carregueu una nova foto                     |
| Serra de la Safor                                | ES5233041 | Natura2000 EEA | Alacant i València  | 38° 52′ 13″ N, 0° 16′ 18″ O / 38.870278°N,0.271667°O | 3514,55                   | Circ de la Safor                                                             | Serra de la Safor · Carregueu una nova foto                                |
| Sierra de Malacara                               | ES5233044 | Natura2000 EEA | València            | 39° 24′ 51″ N, 0° 57′ 12″ O / 39.4142°N,0.9533°O     | 15 066,37                 |                                                                              | Serra de Malacara · Carregueu una nova foto                                |
| Serra d'Enguera                                  | ES5233045 | Natura2000 EEA | València            | 38° 53′ 52″ N, 0° 50′ 14″ O / 38.8978°N,0.8372°O     | 17 323,77                 | Serra d'Énguera                                                              | Serra d'Enguera · Carregueu una nova foto                                  |
| Ullals del riu Verd                              | ES5233047 | Natura2000 EEA | València            | 39° 08′ 49″ N, 0° 31′ 55″ O / 39.146944°N,0.531944°O | 27,94                     |                                                                              | Carregueu una nova foto                                                    |
| Sima de les Graelles-Tous                        | ES5233048 | Natura2000 EEA | València            | 39° 06′ 50″ N, 0° 40′ 01″ O / 39.1138°N,0.667°O      | 1,0                       | Caves of the Land of Valencia                                                | Carregueu una nova foto                                                    |
| Cova de les Rates Penades-Ròtova                 | ES5233049 | Natura2000 EEA | València            | 38° 55′ 58″ N, 0° 16′ 28″ O / 38.9327°N,0.2744°O     | 1,0                       | Caves of the Land of Valencia                                                | Carregueu una nova foto                                                    |
| Cova de la Moneda-Cotes                          | ES5233050 | Natura2000 EEA | València            | 39° 03′ 27″ N, 0° 36′ 46″ O / 39.0575°N,0.6128°O     | 1,0                       | Caves of the Land of Valencia                                                | Carregueu una nova foto                                                    |
| Cova de les Meravelles de Llombai                | ES5233051 | Natura2000 EEA | València            | 39° 18′ 47″ N, 0° 35′ 06″ O / 39.3131°N,0.5851°O     | 1,0                       | Caves of the Land of Valencia                                                | Carregueu una nova foto                                                    |
| Cova del Sardiner-Sagunt                         | ES5234001 | Natura2000 EEA | València            | 39° 42′ 37″ N, 0° 16′ 24″ O / 39.7102°N,0.2732°O     | 1,0                       | Caves of the Land of Valencia                                                | Carregueu una nova foto                                                    |
| Cueva Negra-Ayora                                | ES5234002 | Natura2000 EEA | València            | 39° 04′ 26″ N, 1° 12′ 32″ O / 39.074°N,1.2089°O      | 1,0                       | Caves of the Land of Valencia                                                | Carregueu una nova foto                                                    |
| Tunel del Carcalín-Buñol                         | ES5234003 | Natura2000 EEA | València            | 39° 24′ 56″ N, 0° 48′ 24″ O / 39.4156°N,0.8066°O     | 1,0                       | Caves of the Land of Valencia                                                | Carregueu una nova foto                                                    |
| Cueva del Barranco Hondo-Cheste                  | ES5234004 | Natura2000 EEA | València            | 39° 31′ 25″ N, 0° 43′ 28″ O / 39.5237°N,0.7244°O     | 1,0                       | Caves of the Land of Valencia                                                | Carregueu una nova foto                                                    |
| Sima de l'Àguila-Picassent                       | ES5234005 | Natura2000 EEA | València            | 39° 19′ 41″ N, 0° 31′ 24″ O / 39.328°N,0.5232°O      | 1,0                       | Caves of the Land of Valencia                                                | Carregueu una nova foto                                                    |
| Cova de les Meravelles d'Alzira                  | ES5234006 | Natura2000 EEA | València            | 39° 07′ 29″ N, 0° 25′ 29″ O / 39.1248°N,0.4248°O     | 1,0                       | Caves of the Land of Valencia                                                | Carregueu una nova foto                                                    |
| Cova Xurra-Gandia                                | ES5234007 | Natura2000 EEA | València            | 38° 58′ 27″ N, 0° 12′ 54″ O / 38.9742°N,0.2149°O     | 1,0                       | Caves of the Land of Valencia                                                | Carregueu una nova foto                                                    |